# Долото

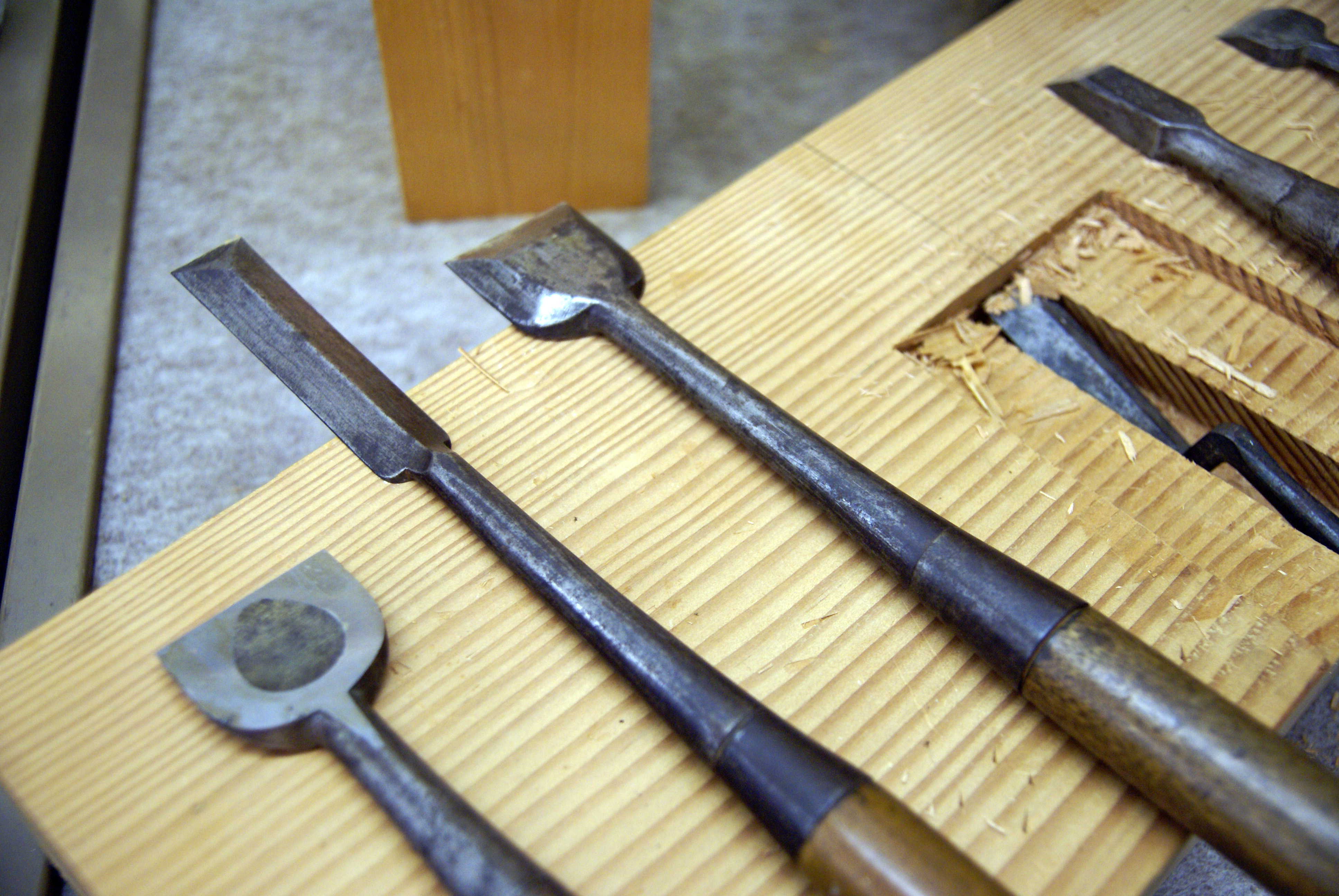
Долота різних форм.

Долото́ (прасл. *dьl̥bto, від *dьl̥bti — «довбати»), руби́ло — столярний чи теслярський інструмент, призначений для видовбування отворів, гнізд, пазів і т. п.
Долото відрізняється від стамески способом застосування: при роботі долотом здійснюються удари по рукоятці, а по стамесці ударів здебільшого не здійснюють. Інша відмінність долота від стамески — товщий металевий стержень. Непрофесіонали часто використовують стамески замість долота.

## Опис
Звичайно має вигляд насадженого на рукоятку довгастого металевого бруса з заточеним робочим кінцем. Має рукоятку, здебільшого зроблену з деревини твердих порід дерева. З торцевого боку на руків'я обов'язково насаджують металеве кільце: для запобігання розколюванню від ударів молотка чи киянки. При роботі долото звичайно тримають однією рукою, прикладаючи ріжучим кінцем до оброблюваної деталі й другою рукою завдаючи удари молотком чи киянкою по протилежному кінцю.
Долота бувають різної ширини: залежно від розміру гнізд, які тесляру потрібно довбати. Плоске долото служить для очищення гнізд з боків і має вигляд грубої столярної стамески. Лезо його заточується або з одного боку, подібно до столярної стамески, або ж з двох. Для роблення круглих отворів вживається півкругле долото, фаска якого заточується зовні, як у півкруглої столярної стамески.

## У гірництві
Долото — основний елемент бурового інструмента для механічного руйнування гірських порід, цементного каменю і різних предметів при ударно-канатному і шарошковому бурінні свердловини.

## У хірургії
Хірургічне долото призначене для довбання кісток (трепанації) при хірургічних операціях.